# Los Medina
Los Medina är en ort i Mexiko.   Den ligger i kommunen Rosamorada och delstaten Nayarit, i den centrala delen av landet, 700 km väster om huvudstaden Mexico City. Los Medina ligger 10 meter över havet och antalet invånare är 666.
Terrängen runt Los Medina är mycket platt. Runt Los Medina är det ganska tätbefolkat, med 134 invånare per kvadratkilometer. Närmaste större samhälle är Palma Grande, 3,5 km väster om Los Medina. Trakten runt Los Medina består till största delen av jordbruksmark.